# Agnes Marshall

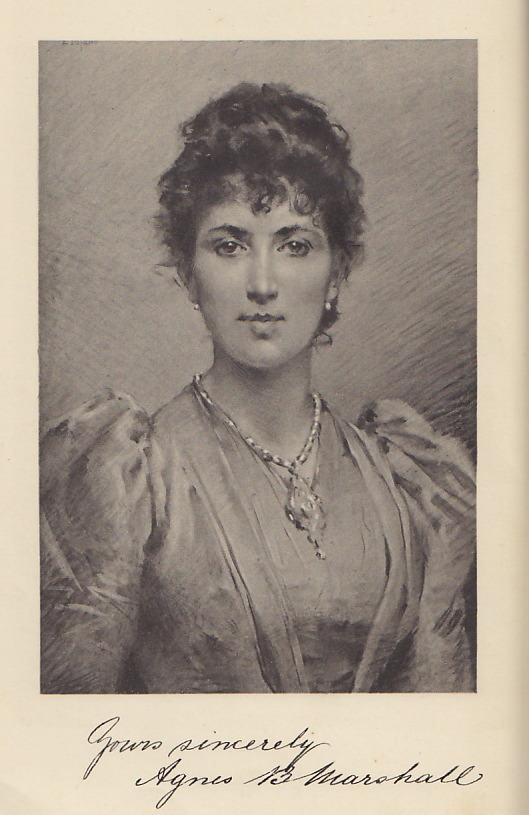
Agnes Marshall

Agnes Bertha Marshall (1855 - 1905) was een Engelse ondernemer. Ze schreef vier kookboeken en vond een eenvoudige ijsmachine uit.

## Biografie
Agnes Marshall werd op 24 augustus 1855 in Walthamstow geboren als dochter van John en Susan Smith. Agnes begon al op jonge leeftijd te koken en ging later in de leer bij beroemde chefs in Parijs en Wenen. In 1878 trouwde ze met Alfred William Marshall.   
Ze werd bekend om haar recepten van roomijs en bevroren desserts en werd wel de 'Queen of Ices' genoemd. Ze vond een ijsmachine uit, die bestond uit een buitenbak waarin ijs met zout vermengd werd waardoor de massa -12 graden werd. In de binnenbak deed ze een mengsel van room en een vruchtenmousse dat snel afkoelde en tot ijs werd geroerd. Het benodigde ijs werd uit Noorwegen geïmporteerd. Haar machine kreeg patent. In 1888 bracht zij eetbare ijshoorntjes op de markt.
In 1883 richtte zij met haar echtgenoot een kookschool op in Mortimer Street. Ze gaven kooklessen en verkochten kookbenodigdheden. Ook hadden zij een uitzendbureau voor personeel. Vanaf 1886 gaven ze een weekblad uit: The Table. 
In 1904 viel ze van haar paard. Ze herstelde niet goed en overleed op 29 juli 1905 in Pinner.

## Kookboeken
- Ices Plain and Fancy: The Book of Ices (1885)
- Mrs. A.B. Marshall's Book of Cookery  (1888)
- Mrs. A.B. Marshall's Larger Cookery Book of Extra Recipes (1891)
- Fancy Ices (1894).